# Pseudomyrmex simulans
Pseudomyrmex simulans é uma espécie de formiga do género Pseudomyrmex, subfamilia Pseudomyrmecinae. Esta espécie foi descrita cientificamente por Kempf em 1958.

## Distribuição
Encontra-se em Panamá.